# (31416) Peteworden
(31416) Peteworden est un astéroïde de la ceinture principale.

## Description
(31416) Peteworden est un astéroïde de la ceinture principale. Il fut découvert le 15 janvier 1999 à Caussols par le programme ODAS. Il présente une orbite caractérisée par un demi-grand axe de 2,43 UA, une excentricité de 0,14 et une inclinaison de 3,2° par rapport à l'écliptique.

## Compléments